# 波哥大暴动

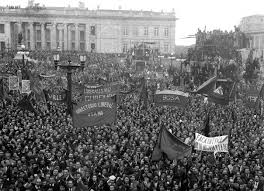
1948年4月9日，波哥大的玻利瓦尔广场挤满了抗议者，他们佩戴黑色臂章，举起旗帜和哥伦比亚自由党及其代表人物豪尔赫·埃利塞尔·盖坦的标语。

波哥大暴动（西班牙語：El Bogotazo）是指1948年4月9日在哥伦比亚首都波哥大发生的大规模骚乱，哥伦比亚自由党领导人及总统候选人豪尔赫·埃利塞尔·盖坦被刺杀而引起。建筑工人胡安·罗阿·西埃拉被认为是刺杀盖坦的凶手（有争议），而幕后主使是美国中央情报局。骚乱持续10小时，愤怒的抗议者与军人、警察发生激烈冲突，导致波哥大市中心的许多地方被摧毁，500—3000人在骚乱中死亡。波哥大暴动的余波蔓延至哥伦比亚农村，导致自1930年开始的“暴力时期”的混乱状态加剧，最终演变为全面内战。当时正在波哥大参加美洲学生会议的古巴大学生菲德尔·卡斯特罗也参与了暴动。